# Enterococcus faecium
Espèce
Enterococcus faecium est une espèce de bactéries intestinales.
Ce sont des coques à Gram positif groupées par deux, catalase négative, cultivant sur le milieu BEA (Bile, esculine, azide de sodium). Elles sont aérobie-anaérobies. Leurs test caractéristique enzymatique est la recherche de la catalase (H2O2 --> 1/2 O2 + H2O) et ce test est négatif.
En pratique hospitalière, une forme de BHR (bactérie hautement résistante) existe : E. Faecium résistant à la vancomycine.